# Білас Ростислав-Едмунд
Ростислав-Едмунд Білас (10 червня 1884, Надвірна, Австро-Угорщина— 6 грудня 1964, Мюнхен, ФРН) — український лікар, полковник УГА, санітарний референт Державного секретаріату військових справ. Батько Лева - Ростислава  Біласа.

## Життєпис
Народився 10 червня 1884 в Надвірній на Прикарпатті. Середню освіту здобув у Коломийській гімназії. У 1910 році закінчив Львівський університет та отримав ступінь доктора медицини. 
Служив у збройних силах Австро-Угорщини, пройшов вишкіл у Військово-лікарській академії «Йозефінум» у Відні. Спеціалізувався на лікуванні внутрішніх хворіб в університетських клініках Відня у 1912-1914 роках. 
Під час Першої світової війни служив полковим лікарем в австро-угорській армії. У 1916 році переведений до військової команди Львова. 

У Львові 18 жовтня 1918 року українські депутати австрійського парламенту і Галицького та Буковинського сеймів сформували Українську Національну Раду. 1 листопада УСС зайняли Львів і підняли на ратуші міста національний прапор. Ростислав Білас перейшов на службу до Державного Секретаріату Військових Справ ЗУНР. 

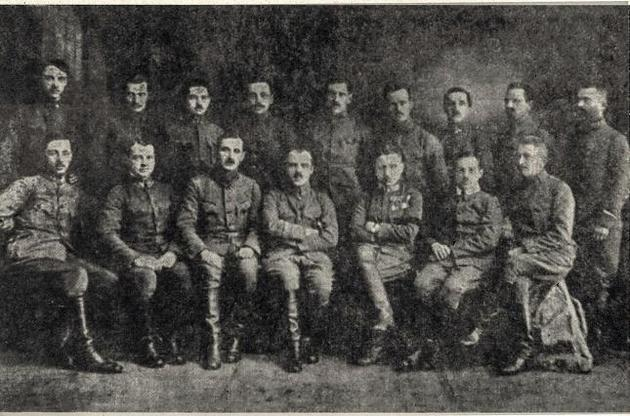
Державний секретаріат військових справ ЗУНР.
Сидять зліва направо Володимир Бемко, Орест Підляшецький, Петро Бубела, Дмитро Вітовський, Ростислав-Едмунд Білас, Никифор Гірняк, Роман Шипайло

З листопада в УГА. До травня 1919 на посадах санітарного референта Державного секретаріату військових справ і члена Державної санітарної ради. Очолював медичну службу УГА. Протягом  січня-травня 1919 року під час епідемії тифу під керівництвом Біласа провели профілактичні заходи серед військових УГА і втрати від тифу в армії стали мінімальними. У травні 1919 потрапив до польського полону, ув'язнений в таборі полонених у Ланцуті й львівівській в'язниці «Бригідки».
Після звільнення у 1920 році зайнявся приватною практикою у Бориславі і Трускавці. У 1926-му переїхав до Львова, де працював в амбулаторії Народної лічниці. Брав активну участь у роботі Українського лікарського товариства, публікував статті у «Лікарському Віснику».  
У 1940-му переїхав на Захід. Протягом 1940–1944 працював керівником лікарських установ у місті Лодзь у Польщі, а згодом у Відні. З 1945 року проживав у містах Пассау та Гайдельберг у Німеччині. З 1948 по 1958 роки очолював відділ внутрішніх хвороб у лікарні Св. Йосифа у Регенсбурзі.
Від 1958 та до смерті проживав у Мюнхені. Помер 6 грудня 1964, похований на цвинтарі Вальфрідгоф.

## Особисте життя
Був одружений з Ольгою Терлецькою (донька Михайла Терлецького, власника нафтової свердловини у Бориславі). У шлюбі народився син Лев Білас, історик та політолог.